# اپیک گیمز
اپیک گیمز (به انگلیسی: Epic Games) یک توسعه دهنده نرم افزار و ناشر بازی ویدئویی آمریکایی است که در کری، کارولینای شمالی مستقر است. این شرکت توسط تیم سوئینی به عنوان سیستم‌های رایانه‌ای پتوومک در سال ۱۹۹۱ تأسیس شد، و در اصل در خانه پدر و مادرش در پتوومک، مریلند واقع شده بود. به دنبال اولین انتشار بازی ویدیویی تجاری او، ZZT 1991، این شرکت در اوایل سال ۱۹۹۲ به اپیک مگاگیمز تبدیل شد و مارک رین که اکنون معاون رئیس شرکت است، به منصه ظهور رساند. با انتقال دفتر مرکزی خود به شهر کری، نام این استودیو به اپیک گیمز تغییر کرد.
اپیک گیمز آنریل انجین را توسعه می‌دهد، یک موتور بازی تجاری موجود که همچنین بازی‌های ویدیویی توسعه یافته داخلی آن‌ها مانند فورتنایت و آنریل، چرخ‌دنده‌های جنگ، و اینفینیتی بلید را تقویت می‌کند. در سال ۲۰۱۴، آنریل انجین به عنوان «موفق‌ترین موتور بازی ویدئویی» توسط رکوردهای جهانی گینس لقب گرفت.
اپیک گیمز صاحبان توسعه دهندگان بازی‌های ویدیویی صندلی سرگرمی و سایونیکس و همچنین توسعه دهنده نرم‌افزار مبتنی بر ابر Cloudgine است و زیر استودیوهای معروف را در سیاتل، انگلیس، برلین، یوکوهاما و سئول اداره می‌کند. در حالی که تیم سوئینی همچنان سهامدار عمده است، تنسنت در سال ۲۰۱۲ ۴۸٫۴٪ سهام معادل ۴۰٪ از کل اپیک گیمز را در این شرکت به عنوان بخشی از توافق‌نامه با هدف انتقال اپیک گیمز به سمت یک مدل سرویس بازی خریداری کرد، پس از عرضه محبوب فورتنایت در سال ۲۰۱۷، این شرکت سرمایه‌گذارهای بیشتری به دست آورد که امکان گسترش پیشنهادات آنریل انجین خود، ایجاد رویدادهای ورزش الکترونیک در اطراف فورتنایت و راه اندازی فروشگاه اپیک گیمز را فراهم کرد. از آگوست سال ۲۰۲۰، ارزش سهام این شرکت بعد از انتشار فورتنایت ۱۷٫۳ میلیارد دلار بوده‌است.
اپیک گیمز در حال حاضر در ایران به دلیل محدودیت‌های تجاری ایالت متحده، غیرقابل استفاده است و گیم‌هایی نظیر فورتنایت، فال گایز، راکت لیگ، با محدودیت‌هایی از جمله خرید اعتبار مجازی بازی روبه رو هستند.

## تاریخچه

### سیستم‌های رایانه‌ای پتوومک (۱۹۹۱–۱۹۹۲)
سیستم‌های رایانه ای پتوومک توسط تیم سوئینی در سال ۱۹۹۱ تأسیس شد. در آن زمان، سوئینی در حال تحصیل در رشته مهندسی مکانیک و زندگی در خوابگاه در دانشگاه مریلند بود. او مرتباً به والدین خود که در نزدیکی پوتومک، مریلند، محل زندگی رایانه شخصی او برای کار و تفریح بودند، مراجعه می‌کرد. سوینی از این محل، سیستم‌های رایانه ای پوتوومک را به عنوان مشاوری مشاوره رایانه ای راه اندازی کرد، اما بعداً فکر کرد که کار زیادی برای پایدار نگه داشتن تجارت باید انجام شود و این ایده را رد کرد.
پس از اتمام بازی ZZT در اکتبر ۱۹۹۱، سوئینی تصمیم گرفت تا مجدداً از نام سیستم‌های رایانه ای پتوومک استفاده کند تا بازی را برای عموم منتشر کند. این فقط با موفقیت غیرمنتظره ZZT بود که بیشتر اوقات به دلیل تغییرپذیری آسان بازی با استفاده از زبان برنامه‌نویسی سفارشی سوئیسی ZZT-oop ایجاد شد، که باعث شد سوئینی به فکر تبدیل سیستم‌های رایانه ای پتوومک به یک شرکت بازی‌های ویدیویی باشد. ZZT از طریق سیستم‌های تابلوی اعلانات به فروش می‌رسید، ZZT was sold through bulletin board systems, while all orders were fulfilled by Sweeney's father, Paul Sweeney. در حالی که کلیه سفارشات توسط پدر سوئینی، پاول سوئنی انجام می‌شد. این بازی تا ماه مه سال ۲۰۰۹ چندین هزار نسخه فروخت و پل سوئینی هنوز در آن زمان در آدرس سیستم‌های کامپیوتری سابق پتومک زندگی می‌کرد و تمام سفارشاتی را که در نهایت از طریق پست ارسال می‌شد، انجام می‌داد. نسخه نهایی ZZT توسط پل سوئینی در نوامبر ۲۰۱۳ ارسال شد.

### اپیک مگاگیمز(۱۹۹۲–۱۹۹۸)
در اوایل سال ۱۹۹۲، سوئینی خود و شرکت بازی‌های ویدیویی تازه تأسیس خود را در مشاغلی یافت که استودیوهای بزرگتر مانند Apogee Software و اید سافت‌ویر در آن مسلط بودند و او مجبور بود نام جدی تری برای خود پیدا کند. به همین ترتیب، سوئینی «اپیک مگاگیمز» را انتخاب کرد، اسمی که «اپیک» و «مگا» را در خود جای داده بود تا باعث شود بلد و قوی به نظر برسد که نمایانگر یک شرکت نسبتاً بزرگ است (مانند نرم‌افزار Apogee)، اگرچه تنها کارمند آن بود. سوئینی خیلی زود در جستجوی شریک تجاری خود قرار گرفت و سرانجام با مارک رین، که قبلاً کار خود را در اید سافت‌ویر رها کرد و به تورنتو ، انتاریو نقل مکان کرد، همکار شد. رین از راه دور از تورنتو کار می‌کرد و در درجه اول معاملات فروش، بازاریابی و انتشار را انجام می‌داد. توسعه تجاری که به نظر می‌رسد سوئینی به‌طور قابل توجهی در رشد شرکت نقش داشته بود. مدتی پس از آن، شرکت خیلی زود ۲۰ کارمند استخدام کرد که متشکل از برنامه نویسان، هنرمندان، طراحان و آهنگسازان بودند. در میان آنها کلیف بلزینسکی ۱۷ ساله بود که پس از ارسال بازی چرخ‌دنده‌های جنگ به سوئینی به این شرکت پیوست. سال بعد، آنها بیش از ۳۰ کارمند داشتند. در سال ۱۹۹۷، اپیک مگاگیمز ۵۰ کارمند داشت که برای آن‌ها از سراسر جهان کار می‌کردند. در سال ۱۹۹۸، اپیک مگاگیمز آنریل را منتشر کرد، یک تیرانداز اول شخص 3D که با افراط دیجیتال ساخته شد و به یک سری بازی‌های آنریل گسترش یافت. این شرکت همچنین شروع به صدور مجوز برای فناوری اصلی، آنریل انجین، به سایر سازندگان بازی کرد.